# 橋梁工学
橋梁工学（きょうりょうこうがく、英: Bridge engineering）は、広義には橋梁に関する調査、計画、設計、製作、架設から、その維持補修までを含む。狭義的には橋梁の構成と、構造力学的関係を主として取り扱い、その内容は、設計に関する基礎理論が中心となっている。